# Зелёный огонь (скульптура)

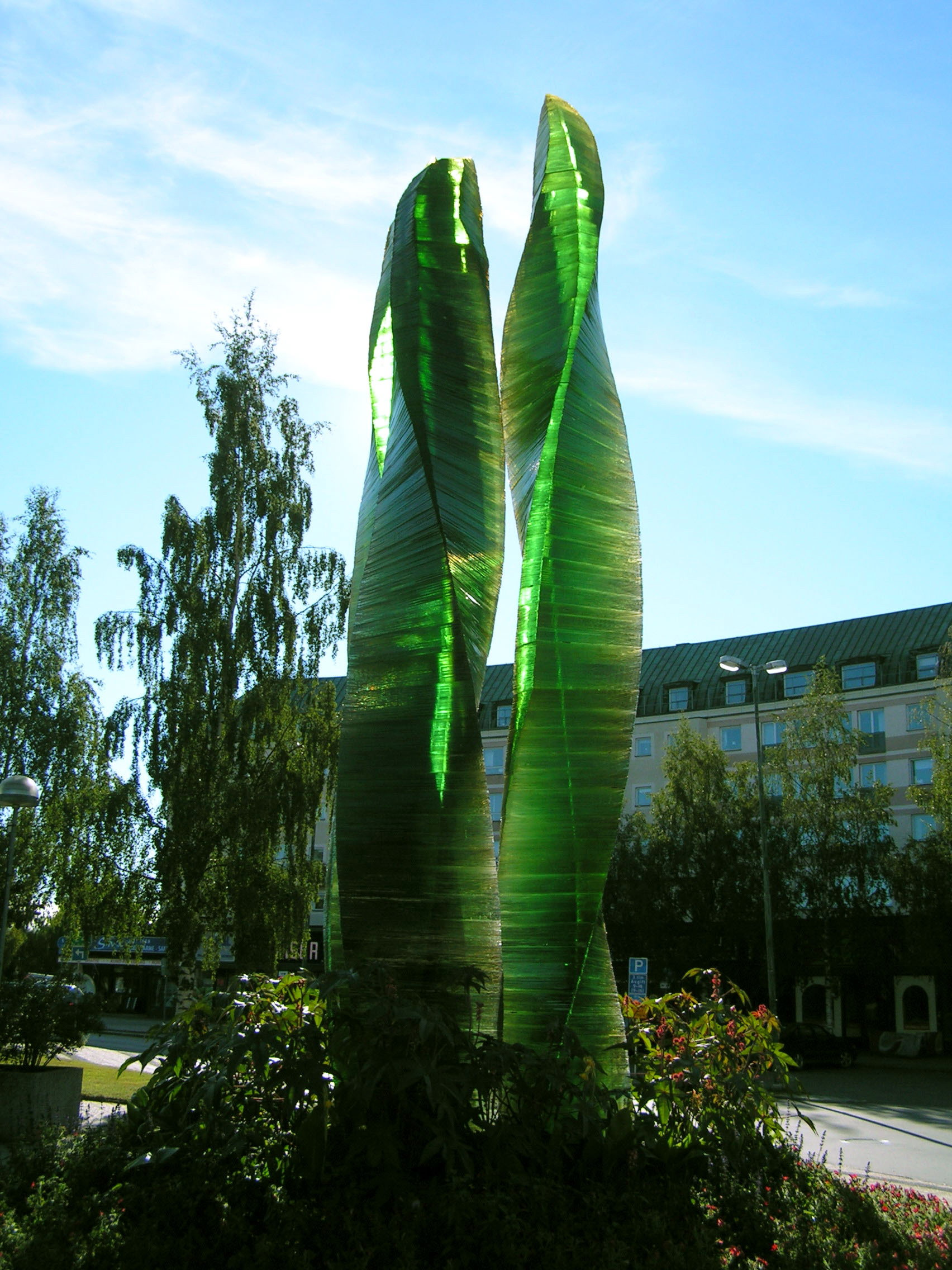

Зеленый огонь (швед. Grön eld) — стеклянная скульптура авторства шведского скульптора Вике Линдстранда на площади Ернвегсторгет перед железнодорожным вокзалом в городе Умео, Швеция. На момент своего открытия в 1970 году эта скульптура была самой высокой стеклянной скульптурой в мире. Её высота составляет 9 м.

## История
Свен Уоландер, руководитель волонтёрской ассоциации HSB, заказал скульптуру после того, как увидел стеклянную скульптуру «Призма» Вике Линдстранда в Норрчёпинге. HSB впоследствии подарила «Зеленый огонь» муниципалитету Умео, внёсшему пожертвование в фонд организации.
Леннарт Юханссон, собиравший скульптуру в 1970 году, сообщил прессе в декабре 2013 года, что спрятал образ Мао Цзэдуна в одном из стеклянных огней скульптуры. Существуют планы во время работ по реконструкции вокзала, проводящихся в 2013-2014 годах, добавить вокруг скульптуры чёрные гранитные плиты.

## Скульптура
Зелёный огонь состоит из трёх витых стеклянных колонн, которые становятся тоньше в их верхних частях. Стеклянные столбы изготовлены из девятимилиметровых тонких пластин из стекла, произведённого фирмой Emmaboda glasverk в Швеции. Стеклянные части склеены эпоксидным клеем, чтобы выдержать суровый климат. Девятиметровая скульптура весит 45 тонн и установлена на тяжёлом бетонном постаменте на свайных опорах.